# آرندال

موقع آرندال في النرويج

آرندال (بالنرويجية؛ Arendal)  هي مدينة وميناء تقع على الساحل الجنوبي للنرويج وتطل على خليج سكاجيراك. وتعد المدينة من أهم المدن في الجنوب النرويجي، حيث يصل عدد سكانها إلى 44,800.

## المناخ
يظهر الجدول التالي التغييرات المناخية على مدار السنة لآرندال:
| البيانات المناخية لـآرندال        | البيانات المناخية لـآرندال | البيانات المناخية لـآرندال | البيانات المناخية لـآرندال | البيانات المناخية لـآرندال | البيانات المناخية لـآرندال | البيانات المناخية لـآرندال | البيانات المناخية لـآرندال | البيانات المناخية لـآرندال | البيانات المناخية لـآرندال | البيانات المناخية لـآرندال | البيانات المناخية لـآرندال | البيانات المناخية لـآرندال | البيانات المناخية لـآرندال |
| الشهر                             | يناير                      | فبراير                     | مارس                       | أبريل                      | مايو                       | يونيو                      | يوليو                      | أغسطس                      | سبتمبر                     | أكتوبر                     | نوفمبر                     | ديسمبر                     | المعدل السنوي              |
| --------------------------------- | -------------------------- | -------------------------- | -------------------------- | -------------------------- | -------------------------- | -------------------------- | -------------------------- | -------------------------- | -------------------------- | -------------------------- | -------------------------- | -------------------------- | -------------------------- |
| متوسط درجة الحرارة الكبرى °م (°ف) | 1.8 (35.2)                 | 1.4 (34.5)                 | 3.4 (38.1)                 | 7.7 (45.9)                 | 13.0 (55.4)                | 16.8 (62.2)                | 19.2 (66.6)                | 19.0 (66.2)                | 15.3 (59.5)                | 11.0 (51.8)                | 6.7 (44.1)                 | 3.8 (38.8)                 | 9.9 (49.8)                 |
| المتوسط اليومي °م (°ف)            | −0.4 (31.3)                | −1.0 (30.2)                | 0.9 (33.6)                 | 4.7 (40.5)                 | 9.6 (49.3)                 | 13.3 (55.9)                | 15.9 (60.6)                | 15.8 (60.4)                | 12.5 (54.5)                | 8.7 (47.7)                 | 4.5 (40.1)                 | 1.7 (35.1)                 | 7.2 (45.0)                 |
| متوسط درجة الحرارة الصغرى °م (°ف) | −2.5 (27.5)                | −3.4 (25.9)                | −1.6 (29.1)                | 1.7 (35.1)                 | 6.3 (43.3)                 | 9.9 (49.8)                 | 12.6 (54.7)                | 12.6 (54.7)                | 9.8 (49.6)                 | 6.4 (43.5)                 | 2.3 (36.1)                 | −0.3 (31.5)                | 4.5 (40.1)                 |
| الهطول مم (إنش)                   | 85 (3.3)                   | 60 (2.4)                   | 67 (2.6)                   | 49 (1.9)                   | 61 (2.4)                   | 64 (2.5)                   | 78 (3.1)                   | 105 (4.1)                  | 107 (4.2)                  | 122 (4.8)                  | 120 (4.7)                  | 92 (3.6)                   | 1٬010 (39.6)               |
| المصدر: Climate-Data.org          |                            |                            |                            |                            |                            |                            |                            |                            |                            |                            |                            |                            |                            |

## توأمة
لآرندال اتفاقيات توأمة مع كل من:
- ريزكني
- سافونلينا
- أربورغ
- موانزا
- Silkeborg Municipality [الإنجليزية]‏
- سيلفوس
- Kalmar Municipality [الإنجليزية]‏ (26 أبريل 1948 - )

## أعلام
- ماغنوس اولسن
- جان جونار سولي
- ماغني هافنا
- جاكوب أل
- ينس مونك
- جبريل سكوت
- غونار كنودسن

## وصلات خارجية
- الموقع الرسمي